# CSP115
La Penyagolosa Trails CSP es una carrera de larga distancia que está considerada como la ultramaratón de montaña más dura de la Comunidad Valenciana, y una de las más importantes de España. El recorrido total tiene una longitud de 106 km y un desnivel acumulado de 5600 metros. Se celebra en la Provincia de Castellón desde el año 2012. y cuenta con la participación de multitud de corredores internacionales.

## La carrera
La carrera comienza a las 00:00 de la noche del viernes al sábado y parte desde la Universidad Jaime I en Castellón, discurre por el sendero de Gran Recorrido GR 33 - Camino de la Luna Llena recorriendo parte de los términos municipales de Borriol, Villafamés, Useras y Lucena del Cid hasta el Castillo de les Torrocelles. Desde donde se desciende hasta Adzaneta para encarar el sendero Local SL-65.1 hacia Culla. Donde se toma el sendero de Gran Recorrido GR-7 hasta Vistabella del Maestrazgo. En su tramo final recorre parte de los municipios de Chodos, Castillo de villamalefa y Villahermosa del Río, para terminar en Santuario de San Juan Bautista de Peñagolosa y Santa Bárbara a las faldas del Peñagolosa en pleno parque natural del Peñagolosa.

## Palmarés
| Año  | Inscritos | Finishers | Ganador hombres     | Tiempo   | Ganador mujeres  | Tiempo   |
| ---- | --------- | --------- | ------------------- | -------- | ---------------- | -------- |
| 2012 | 283       | 203       | Ramón Recatalà Vera | 12:06:51 | Xari Adrián Vera | 14:28:15 |